# Handleyomys rhabdops
Handleyomys rhabdops  é uma espécie de roedor da família Cricetidae.
Pode ser encontrada nos seguintes países: Guatemala e México.